# Phrynobatrachus pintoi
Espèce
Statut de conservation UICN

 EN B1ab(iii) : En danger
Phrynobatrachus pintoi est une espèce d'amphibiens de la famille des Phrynobatrachidae.

## Répartition
Cette espèce est endémique de l'Ouest de la Guinée,.

## Étymologie
Son nom d'espèce, pintoi, lui a été donné en référence à Sidy Mohamed Diawara, surnommé Pinto, mort en septembre 2006 et qui a fait partie de l'équipe de l'ONG Guinée Écologie.

## Publication originale
- Hillers, Zimkus & Rödel, 2008 : A new species of Phrynobatrachus (Amphibia: Anura: Phrynobatrachidae) from north-western Guinea, West Africa. Zootaxa, no 1815, p. 43-50 (texte intégral).